# Romanillos de Medinaceli
Romanillos de Medinaceli  es una localidad española perteneciente al municipio soriano de Baraona, en la comunidad autónoma de Castilla y León. 

## Geografía
Esta pequeña población del antiguo ducado de Medinaceli está ubicada en los Altos de Barahona. Situada en la comarca de Almazán, pertenece al partido judicial de Almazán.

## Historia
A la caída del Antiguo Régimen la localidad se constituye en municipio constitucional dentro de la región de Castilla la Vieja, que en el censo de 1842 contaba con 120 hogares y 500 vecinos.
La localidad aparece descrita en el decimotercer volumen del Diccionario geográfico-estadístico-histórico de España y sus posesiones de Ultramar de Pascual Madoz de la siguiente manera:

ROMANILLOS: l. con ayunt. en la prov. de Soria (10 keg.), part. jud. de Medinaceli (3), aud. terr. y c. g. de Burgos (30), dióc. de Sigüenza (4). sit. en una suave ladera y combatido principalmente por los vientos N. y O., goza de clima sano: tiene 122 casas, la consistorial; una posada pública, pósito, escuela de instruccion primaria frecuentada por 40 alumnos de ambos sexos, dotada con 66 fan. de trigo; una igl. parr. (San Miguel) servida por un cura cuya plaza es de provision real ú ordinaria, según los meses en que ocurra la vacante: confina el térm. con los de Pinilla del Olmo, Mezquetillas, Baraome y Torrecilla; dentro de él se encuentran dos ermitas (el Sto. Cristo de la Vega y la Soledad) y varias fuentes de buenas aguas: el terreno en su mayor parte llano, es de buena calidad; comprende una buena deh. poblada de roble y varios prados de pasto y siega; atraviesan varios arroyuelos, cuyas aguas solo se aprovechan para el riego de 80 fan. de tierra. caminos: los que dirigen á los pueblos limítrofes, todos de heradura en buen estado. correo: se recibe y despacha en la cab. del part. prod.: trigo, cebada, centeno, avena, judias, garbanzos, y otras legumbres, hortalizas, patatas, nabos, cáñamo, cera, miel, yerbas de pasto y siega, con las que se mantiene ganado lanar, vacuno, mular, asnal y de cerda. ind.: la agrícola, un herrero, 2 zapateros, 2 cardadores y 2 tejedores de lienzos ordinarios de cáñamo. pobl.: 120 vec., 500 alm. cap. prod.: 200,367 rs. 4 mrs. imp.: 85,308 reales 24 mrs. contr.: por todos conceptos, 10.375 rs.
(Madoz, 1849, p. 550)

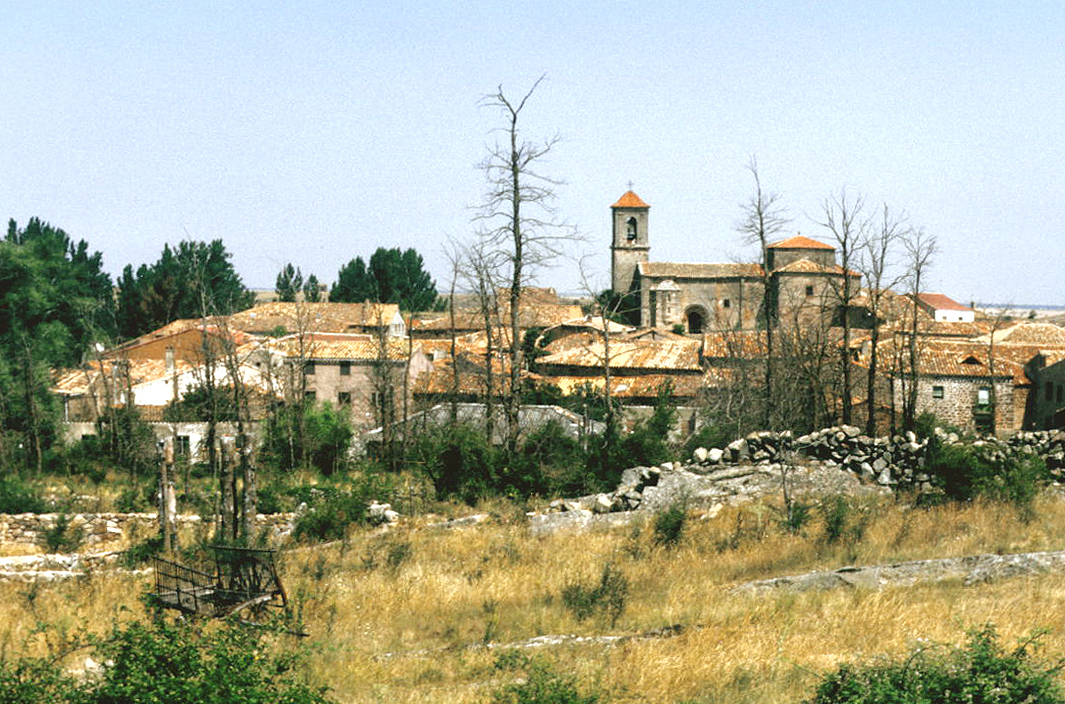
Vista de la localidad a comienzos de la década de 1990

A finales del siglo XX este municipio desaparece al integrarse en el municipio de Baraona, contando en ese momento con 88 hogares y 335 habitantes.
Fue históricamente zona de paso, como lo testimonia la proximidad de una calzada romana, estar en la Ruta de Almanzor y transitar por el mismo pueblo la Cañada Real Oriental Soriana. Incluso su topónimo, Romanillos, acusa la huella visigoda, ampliando aún más el tránsito de pueblos por su territorio.

## Demografía
| Gráfica de evolución demográfica de Romanillos de Medinacelli entre 1842 y 1960 |
| |
| Población de derecho según los censos de población del INE Población de hecho según los censos de población del INEEn estos censos se denominaba Romanillos: 1842 y 1857 Entre el censo de 1970 y el anterior, este municipio desaparece porque se integra en el municipio 42029 (Barahona) |

En el año 1981 contaba con 109 habitantes, concentrados en el núcleo principal, pasando a 47 en 2010, 23 varones y 24 mujeres. En el año 2015 contaba con 45 habitantes, 27 varones y 18 mujeres.
| Gráfica de evolución demográfica de Romanillos de Medinaceli entre 2000 y 2010                   |
|                                                                                                  |
| Población de derecho (2000-2010) según los censos de población del INE a 1 de enero de cada año. |

Romanillos antiguamente contaba con dos escuelas que hoy en día ya no se usan como escuelas debido a los pocos habitantes.

## Gastronomía
La tradicional matanza del cerdo, como en muchos pueblos de Castilla y de ella las migas que se hacían ese día, las morcillas de arroz, los chorizos y las costillas que después de fritos se metían en las ollas con aceite de oliva, los famosos torreznos, el cocido de garbanzos, las sopas de ajo, las sopas de lecha, las chuletas de cordero, la caldereta de cordero, etc.

## Patrimonio

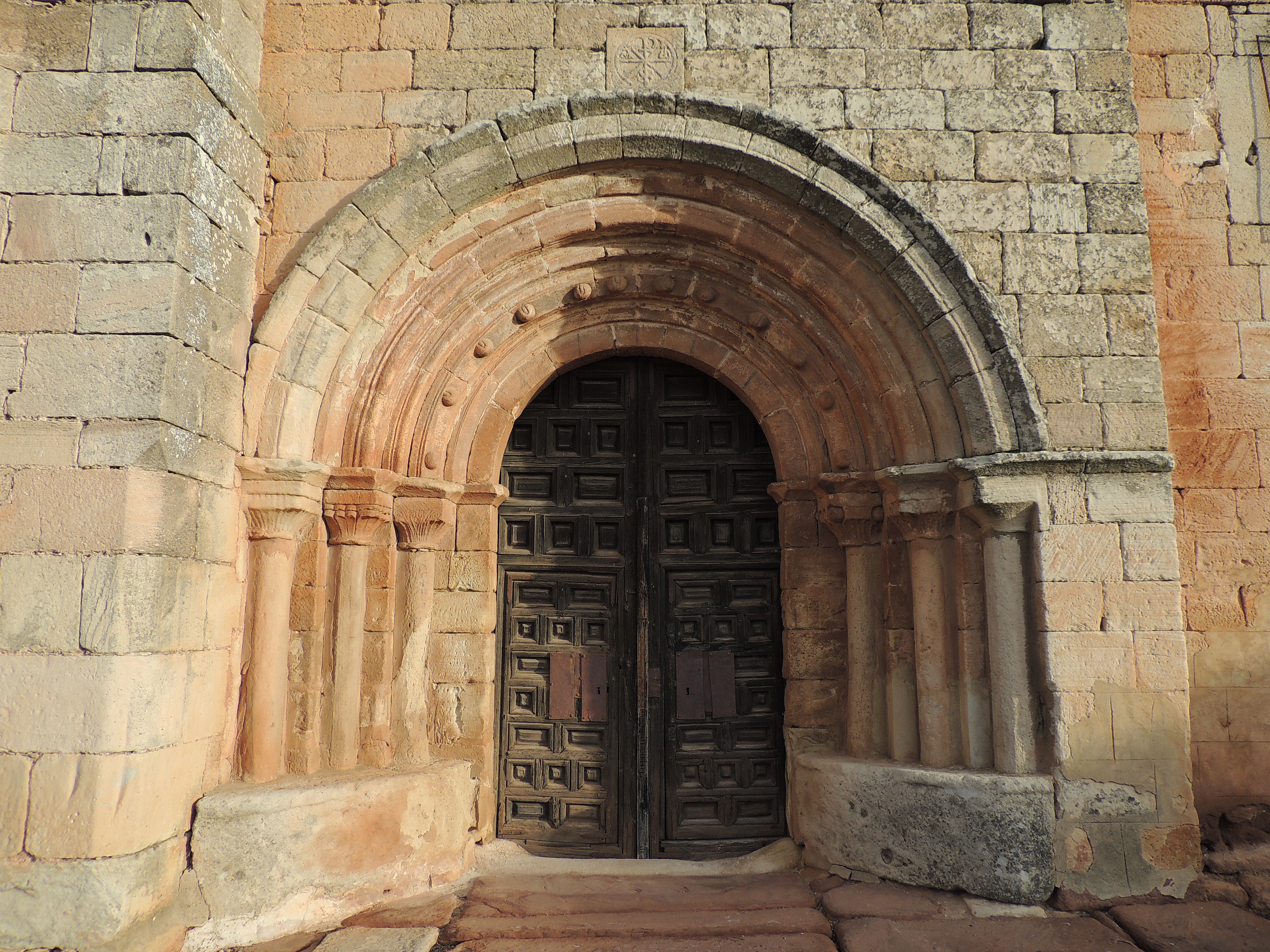
Iglesia de San Miguel

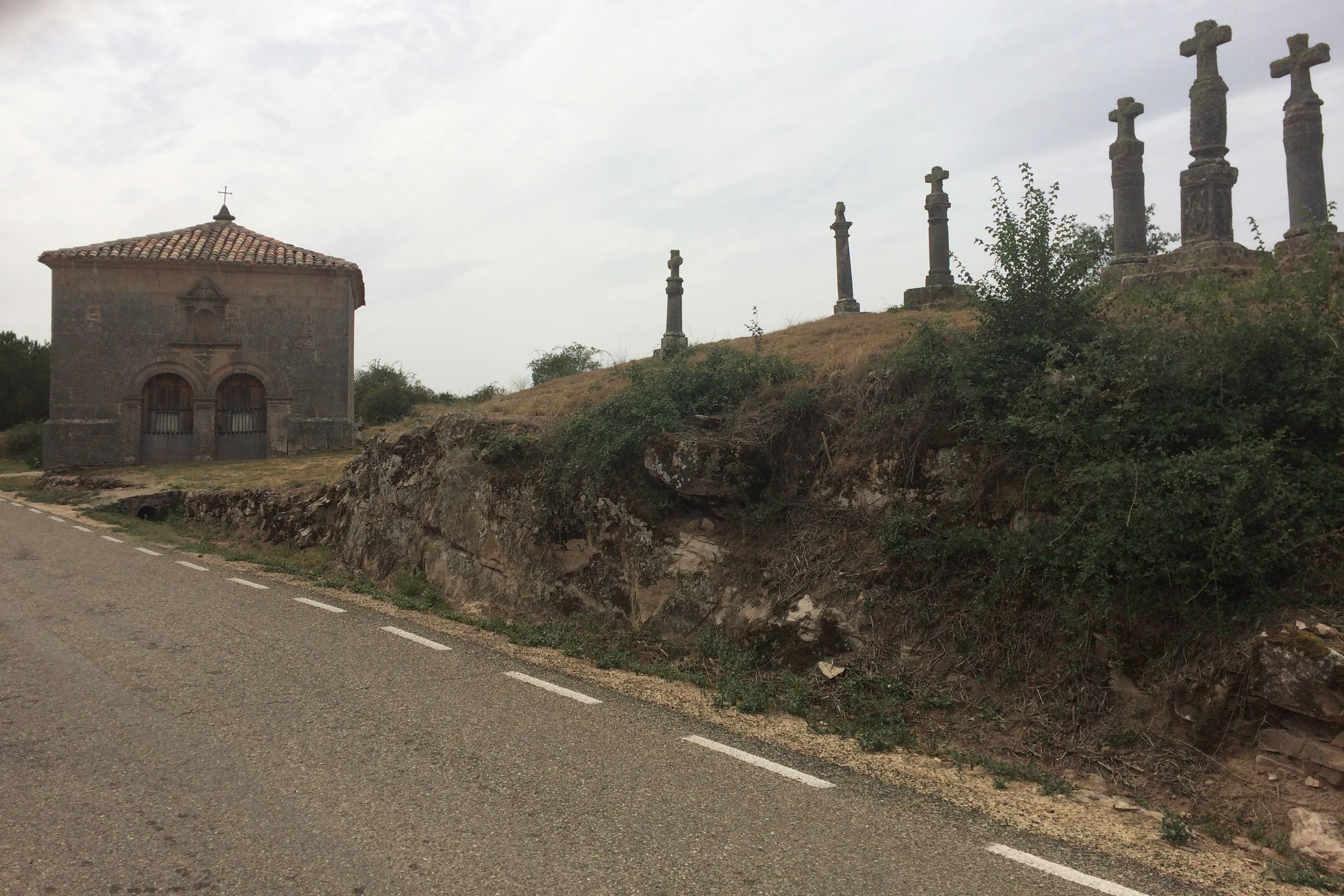
Ermita de la Virgen de la Soledad y viacrucis pétreo

- Iglesia parroquial de San Miguel, de estilo románico del siglo XII, es un edificio situado en la zona norte del pueblo, en lo alto de un promontorio. En el suelo de su fachada sur se aprecian tumbas antropomorfas medievales. Tiene influjos del incipiente gótico presentes en los arcos fajones de la bóveda algo apuntados. El ábside semicircular típico de las iglesias románicas se suprimió en el siglo XVIII por un crucero coronado por cúpula al que se adosó una sacristía. La portada sur es románica con arquivoltas, capiteles con motivos estilizados y uno de los escasos ejemplos de crismón en la provincia.[8]
- Ermita de la Virgen de la Soledad, construida durante el siglo XVI, que se encuentra, como es habitual en las denominadas genéricamente ermitas de humilladero, a la entrada del pueblo, en la carretera de Medinaceli a Baraona. Es un edificio de planta cuadrada, con tejado a cuatro vertientes, construido en sillería de piedra arenisca. La portada es renacentista y destaca del resto de la construcción: sobre dos puertas con arco de medio punto, como es típico en estas ermitas, se abre una hornacina, hoy vacía, rematada por un frontón triangular con una cruz. El interior es de gran sencillez. La cubierta cuenta con un artesonado de influencia mudéjar. En una elevación inmediatamente cercana a la ermita termina el viacrucis de piedra que discurre por el pueblo, erigido a finales del siglo XVI.[9]
- Viacrucis Pétreo,  se extiende a lo largo de las calles del pueblo para terminar en una pequeña elevación al lado de la ermita de la Virgen de la Soledad, llamada Las Hiruelas. Su datación cronológica es dudosa, aunque del año 1577 se conserva un cargo en que se paga al maestro que ha «construido» las cruces del Calvario. Esta fecha puede estar de acuerdo con el estilo prevaleciente en las cruces, ya que se trata de unas obras de traza renacentista aunque algunos elementos son ya de características barrocas.

## Fiestas
- San Miguel Arcángel 29 de septiembre, esta fiesta se celebra siempre el fin de semana más próximo a la fecha indicada en honor al patrón.
- Santiago Apóstol, se celebran el primer fin de semana de agosto para que todos los veraneantes puedan acudir.
- Santo Cristo de La Vega, se celebra cada 15 de agosto en la ermita del Cristo de la Vega. Esta celebración fue fundada por Miguel Díaz.
- San Isidro Labrador, se celebra cada 15 de mayo con una procesión en honor a San Isidro.
- Pentecostés, antes se celebraba esta fiesta con una romería, actualmente está desaparecida.